# 모범경찰 싱감
모범경찰 싱감(Singham)은 2011년 개봉한 인도의 액션 영화이다. 인도 박스 오피스에서 3주 연속 1위를 하였다.

## 출연

### 주연
- 아제이 데브건
- 카잘 아가월
- 프라카쉬 라이

### 조연
- 소날리 쿨카니
- 사친 케데카

## 기타
- 원작자: 하리